# 増井孝子の元気未来人
増井孝子の元気未来人（ますいたかこのげんきみらいじん）は、2006年4月から9月まで放送されたラジオ大阪の番組である。
パーソナリティは増井孝子。

## 2006年4月から9月までのコーナー
- 今日の元気未来人
- a-ma-mignon_ラジオ
- ラジオ診療室
- デンタルワンポイント

## 2006年4月から9月までの放送時間
- 2006年4月から7月まで　20:45～21:30
- 2006年8月から9月まで　21:00～21:30